# 上田瞳
上田 瞳（うえだ ひとみ、7月29日 - ）は、日本の女性声優。京都府出身。青二プロダクション所属。

## 経歴
青二塾大阪校30期生。同志社大学政策学部出身で、在学中ヨット部に在籍していた。
幼少期は『週刊少年ジャンプ』（集英社）作品のアニメを観ていた。
中学2年生の時に中井和哉のナレーションを聞き、声優の仕事の幅広さを感じ、声優への憧れを抱いた。
青二プロダクションに所属して初めての役名のある仕事はテレビアニメ『ワールドトリガー』の氷見亜季役である。
2022年3月、「ファミ通・電撃ゲームアワード2021」のボイスアクター部門を、ゲームアプリ『ウマ娘 プリティーダービー』のゴールドシップ役で受賞。

## 人物
趣味はカラオケ、漫画観賞、アニメ観賞、スポーツ観戦。特技は餅つきの臼取り、エア・ギター。
自分の性格を一言で言うと犬だと語っている。
好きなものにはトマトを、嫌いなものには虫を挙げている。

## 出演
太字はメインキャラクター。

### テレビアニメ
2015年
- ONE PIECE（2015年 - 2022年、女海兵、ギフターズ、カマキリギフターズ）
- ワールドトリガー（2015年 - 2022年、アナウンス、女性、オペレーター、係の女性、オペレーター音声、氷見亜季） - 2シリーズ

2016年
- ドラゴンボール超（バニー妖精、市民）
- 夏目友人帳 伍（ナナコの友達、留守電応答メッセージ、女性客）
- 私がモテてどうすんだ（審判）
- 怪盗ジョーカー（娘）
- タイガーマスクW（2016年 - 2017年、女性、プロレス女子、場内アナウンス、客）
- デジモンユニバース アプリモンスターズ（アナウンサー）

2017年
- モンスターハンター ストーリーズ RIDE ON（2017年 - 2018年、次女）
- 名探偵コナン（小橋法雄）
- 覆面系ノイズ（女子生徒2）
- ちびまる子ちゃん（2017年 - 2019年、司書、男子A）

2018年
- まめねこ（だいず）
- Fate/EXTRA Last Encore（少女警官）
- ウマ娘 プリティーダービー（2018年 - 2023年、ゴールドシップ） - 3シリーズ
- ブラッククローバー（女の子）
- グラゼニ（女性アナウンサー）
- 京都寺町三条のホームズ（大学生A、女子大生C、店員、大石久美）- 石川界人の方言指導を担当
- 爆釣バーハンター（秘書、母親）
- ツルネ -風舞高校弓道部-（2018年 - 2019年、女子生徒、アナウンス）

2019年
- ソードアート・オンライン アリシゼーション（四旋剣 / ジーロ） - 2シリーズ
- 魔法少女特殊戦あすか（レイラ）
- ゲゲゲの鬼太郎（第6作）（姫香）

2020年
- シャドウバース（イチコ）
- うまよん（ゴールドシップ）
- 半妖の夜叉姫（2020年 - 2022年、玉兎、生徒、農夫の妻、半妖の子、妹 他） - 2シリーズ
- 戦翼のシグルドリーヴァ（レイリー・ハルティア、子ども）
- トニカクカワイイ（店員）

2021年
- ゾンビランドサガ リベンジ（女性委員）
- マギアレコード 魔法少女まどか☆マギカ外伝 2nd SEASON -覚醒前夜-（声A）
- SCARLET NEXUS（女性）
- 舞妓さんちのまかないさん（2021年 - 2022年、女子学生、舞妓）
- テスラノート（アナウンサー、オペレーター）
- 最果てのパラディン（エルフの少女、女）

2022年
- 怪人開発部の黒井津さん（佐々木芽衣）
- 錆喰いビスコ（コースケ）
- であいもん（美夜、同級生、アナウンス、客、栗の女の子 他）
- 神クズ☆アイドル（河川敷、たまき）
- シャドーハウス（リディア / リディ）
- ヒューマンバグ大学 -不死学部不幸学科-（山岸の妻、子供、CA、男の子、緒方奈々枝 他）
- アキバ冥途戦争（愛美の部下）
- 惑星のさみだれ（幼いアニムス）
- チェンソーマン（天童）

2023年
- 英雄王、武を極めるため転生す 〜そして、世界最強の見習い騎士♀〜（イリーナ・ビルフォード）
- 吸血鬼すぐ死ぬ2（吸血鬼美人局）
- 人間不信の冒険者たちが世界を救うようです（ジュン）
- AIの遺電子（阿部）
- お嬢と番犬くん（安藤）
- Paradox Live THE ANIMATION（女性客、女性）
- 東京リベンジャーズ（場地圭介〈小学生〉）
- 帰還者の魔法は特別です（レッドドラゴンメンバー）
- ひきこまり吸血姫の悶々（メアリ）

2024年
- ループ7回目の悪役令嬢は、元敵国で自由気ままな花嫁生活を満喫する（マーヤ、貴族）
- 治癒魔法の間違った使い方（アーミラ）
- 結婚指輪物語（2024年 - 、グラナート） - 2シリーズ
- 忘却バッテリー（藤堂の姉）
- 真夜中ぱんチ（十景）
- SHY（ウツロ / 天王寺昧）
- 新米オッサン冒険者、最強パーティに死ぬほど鍛えられて無敵になる。（レイ・ルーカス）
- ハズレ枠の【状態異常スキル】で最強になった俺がすべてを蹂躙するまで（イヴ・スピード）
- ラーメン赤猫（ヨーコ）
- 来世は他人がいい（染井吉乃）

2025年
- Übel Blatt〜ユーベルブラット〜（アルテア）
- Sランクモンスターの《ベヒーモス》だけど、猫と間違われてエルフ娘の騎士として暮らしてます（ステラ）
- 薬屋のひとりごと（黒羽）
- 片田舎のおっさん、剣聖になる（スレナ・リサンデラ）
- 気絶勇者と暗殺姫（アネモネ）
- 強くてニューサーガ（アルカ）
- 地縛少年花子くん2（シニガミ様〈幼少期〉）
- カラオケ行こ!（狂児の母）

### 劇場アニメ
- ONE PIECE FILM GOLD（2016年）
- 劇場版シティーハンター 〈新宿プライベート・アイズ〉（2019年、いじめっ子男子A）
- 映画 さよなら私のクラマー ファーストタッチ（2021年、男子1）
- 劇場版 ソードアート・オンライン -プログレッシブ- 星なき夜のアリア（2021年）

### OVA
- それが声優! Blu-ray・DVD第7巻収録特別編「プチ打ち上げ」（2016年、妹）
- ウマ娘 プリティーダービー BNWの誓い（2018年、ゴールドシップ）
- うまよん（2021年、ゴールドシップ） - Blu-ray BOX新作ショートアニメ

### Webアニメ
- 拡張少女系トライナリー（2017年、先生）
- DEVILMAN crybaby（2018年、サバト女）
- 川崎競馬 PRアニメーション『二人の“馬の日”』（2021年[27]）
- ゲーム『ウマ娘 プリティーダービー』1st Anniversary Special Animation（2022年、ゴールドシップ[28]）
- 風都探偵（2022年、財前暦[29]）
- うまゆる（2023年、ゴールドシップ）
- トニカクカワイイ 女子高編 （2023年、犬養葉加瀬[30]）
- ネガティヴハッピィ（2024年、アヤセ / 伊東絢世[31][32]）

### ゲーム
2016年
- ELCHRONICA【エルクロニカ】（カイリン）
- モン娘☆は〜れむ（ココナ）
- ペルソナ5
- ゴエティアクロス（ノーネーム、ラジエル）

2017年
- StraStella（オフィーリア）

2018年
- 北斗が如く（ルカ）
- ロボットガールズZ ONLINE（デスクロスV9）
- GIGANT SHOCK（アダンマ）
- 共闘ことばRPG コトダマン（2018年 - 2021年、サン顧レイ、ニュウドウくも、れおバリヨン、タイフウ、れおバリヨン、ノルカチコミ、ドラウマ）

2019年
- クイズRPG 魔法使いと黒猫のウィズ（マルグリット、黒沢たきおん）
- けものフレンズ3（クロサイ）

2020年
- ポケモンマスターズ / EX（2020年 - 2023年、マーシュ）
- 東方LostWord（パチュリー・ノーレッジ、八雲藍、八雲紫）
- ソードアート・オンライン アリシゼーション リコリス

2021年
- ひめがみ神楽（申公豹、女魃）
- ウマ娘 プリティーダービー（2021年 - 2024年、ゴールドシップ）
- アニマエ・アルケー（富嶽〈フガク〉、聖〈ヒジリ〉、嵐〈ラン〉）
- テイルズ オブ アライズ

2022年
- グランブルーファンタジー（2022年 - 2025年、ピンカラのお蝶、ゴールドシップ、エデソ / ゴルシファー）
- Shadowverse（ゴールドシップ）
- 機動戦士ガンダム U.C. ENGAGE（シェーラ・グレイマー）
- ゼノブレイド3
- 勝利の女神:NIKKE（ブリッド）
- ユグドラ・レゾナンス（ヘレナ）
- アークナイツ（アッシュロック）

2023年
- 404 GAME RE:SET -エラーゲームリセット-（コラムス）
- 超探偵事件簿 レインコード（カレン）
- クライマキナ/CRYMACHINA（ゾーエー）
- リアセカイ（ヒカリ）
- ガーディアンテイルズ（パイモン / レイネ）
- グランブルーファンタジー ヴァーサス -ライジング-（ゴールドシップ）

2024年
- 聖剣伝説 VISIONS of MANA（セルリア）
- ファミコン探偵倶楽部 笑み男（笑子ママ）
- ウマ娘 プリティーダービー 熱血ハチャメチャ大感謝祭!（ゴールドシップ）

2025年
- 真・三國無双 ORIGINS（貂蝉）
- 鳴潮（ザンニー）
- ヘブンバーンズレッド（間宮胡桃）

### ドラマCD
- ウマ娘 プリティーダービー STARTING GATE 03（2017年、ゴールドシップ）

### デジタルコミック
- どれが恋かがわからない（2022年、カオル[56]）
- 【ウマ娘 ピスピス☆スピスピ ゴルシちゃん】 第1話ボイスコミック（2024年、ゴールドシップ[57]）

### オーディオドラマ
- そのとき修羅場が動いた（2021年、北川アリス[58]）
- 恋は暴走する惑星「ずっとずっと大好きだし」（2022年、吉野彩華[59]）
- 燈の守り人～幻想夜話～（2023年、石廊埼灯台[60]）

### ASMR
- 圧倒的添い寝CD 〜ズボラなお姉さんにまったり癒されちゃう〜（2021年、お姉さん(美憂)）
- 【耳かき&ヘッドマッサージ&添い寝】おねえさんといっしょ しっかりもののおねえさんが癒しちゃう~(2022年、我道凛(がどう りん))

### パチンコ
- P海物語 極JAPAN（2025年、火鈴）

### ボイスオーバー
- NHKニュースおはよう日本
- 耀きYELL!
- スッキリ!!
- 世界の果てまでイッテQ!
- 7つの海を楽しもう!世界さまぁ〜リゾート

### ナレーション

#### 番組
- RPGトラベル 〜フォロワーに委ねてタイ〜（dTVチャンネル）
- 一柳良雄が問う 日本の未来（BSテレ東）
- 鐘の音に込めた浄土への想い 〜藤原清衡の生涯〜（岩手朝日テレビ）
- 女子ホッケーワールカップ2018（BSテレ東）
- 中居正広の土曜日な会（テレビ朝日）
- FIFAクラブワールドカップジャパン2015 特別番組（日本テレビ）（ナレーション、ボイスオーバー）
- news23（2022年4月 - 、TBS） - スポーツを担当
- 乃木坂46弓木奈於とやみつきちゃん（2022年11月 - 2022年12月、ひかりTV）
- 優駿のふるさとは未来へ第1弾（2024年、NHK北海道）

#### Web動画
- 乃木坂46 4th Anniversary 乃木坂46時間TV
  - 2ndアルバム｢それぞれの椅子｣発売記念!乃木坂46時間TV
- 【総集編】ATLA R&D Projects Progress in FY2023（防衛装備庁の研究開発事業）[61]

#### 音声ガイド
- WorldMuseum 動物展音声ガイド
- 燈の守り人 灯台音声ガイド 静岡県南伊豆町 石廊埼灯台（2023年）[60]

### テレビ番組
- 音でおとぎ話～世界を彩る魔法の効果音～（2025年3月17日、NHK総合） - ラジオドラマ「桃太郎改め ユフォたろう」（キジ型ドローン）

### ラジオ
- みんなの作文（朗読）
- 超!A&G+マンスリースペシャル 上田瞳のウェダーニュース（超!A&G+、2021年6月）[62]
- 上田瞳と高柳知葉のふたラジ!!（超!A&G+、2021年7月 - 9月）[63]
- 上田瞳と高柳知葉のしゃべりたりnight（超!A&G+、2021年10月 - 2022年9月 ）[64]

### イベント
- マチ★アソビVol.17（2016年10月9日）[65]

### その他コンテンツ
- ウチの夏フェス2015![5]
- 声優アニメディア『ウマ娘 プリティーダービー』リレー連載[66]
- 温泉むすめ（嵐山紫雨）
- 『夜もすがら青春噺し』PV（2022年、神様(?)[67]）

## ディスコグラフィ

### キャラクターソング
| 発売日   | 商品名                                                                                            | 歌 | 楽曲                                                                                | 備考                                                                 |
| 2017年   | 2017年                                                                                            | 2017年 | 2017年                                                                              | 2017年                                                               |
| -------- | ------------------------------------------------------------------------------------------------- | --- | ----------------------------------------------------------------------------------- | -------------------------------------------------------------------- |
| 1月25日  | ウマ娘 プリティーダービー STARTING GATE 03                                                        | ゴールドシップ（上田瞳） | 「Goal To My SHIP」                                                                 | ゲーム『ウマ娘 プリティーダービー』関連曲                            |
| 1月25日  | ウマ娘 プリティーダービー STARTING GATE 03                                                        | ウオッカ（大橋彩香）、ダイワスカーレット（木村千咲）、ゴールドシップ（上田瞳） | 「うまぴょい伝説」 「ぼくらのブルーバードデイズ」                                   | ゲーム『ウマ娘 プリティーダービー』関連曲                            |
| 2018年   |                                                                                                   | |                                                                                     |                                                                      |
| 4月25日  | ウマ娘 プリティーダービー ANIMATION DERBY 01 Make debut!                                          | スピカ | 「Make debut!」                                                                     | テレビアニメ『ウマ娘 プリティーダービー』オープニングテーマ          |
| 5月9日   | ウマ娘 プリティーダービー ANIMATION DERBY 02 グロウアップ・シャイン！                             | スピカ | 「グロウアップ・シャイン！」                                                        | テレビアニメ『ウマ娘 プリティーダービー』エンディングテーマ          |
| 7月25日  | ウマ娘 プリティーダービー ANIMATION DERBY 03 Special Record!/Find My Only Way                     | スペシャルウィーク（和氣あず未）、サイレンススズカ（高野麻里佳）、トウカイテイオー（Machico）、ウオッカ（大橋彩香）、ダイワスカーレット（木村千咲）、ゴールドシップ（上田瞳）、メジロマックイーン（大西沙織）、エルコンドルパサー（高橋未奈美）、グラスワンダー（前田玲奈）、シンボリルドルフ（田所あずさ）、エアグルーヴ（青木瑠璃子）、ヒシアマゾン（巽悠衣子）、フジキセキ（松井恵理子）、マルゼンスキー（Lynn）、テイエムオペラオー（徳井青空）、ビワハヤヒデ（近藤唯）、ナリタブライアン（相坂優歌）、オグリキャップ（高柳知葉） | 「Special Record!」                                                                 | テレビアニメ『ウマ娘 プリティーダービー』挿入歌                      |
| 7月25日  | ウマ娘 プリティーダービー ANIMATION DERBY 03 Special Record!/Find My Only Way                     | スピカ | 「Find My Only Way」                                                                | テレビアニメ『ウマ娘 プリティーダービー』エンディングテーマ          |
| 7月25日  | ウマ娘 プリティーダービー ANIMATION DERBY 03 Special Record!/Find My Only Way                     | スペシャルウィーク（和氣あず未）、サイレンススズカ（高野麻里佳）、トウカイテイオー（Machico）、ウオッカ（大橋彩香）、ダイワスカーレット（木村千咲）、ゴールドシップ（上田瞳）、メジロマックイーン（大西沙織）、エルコンドルパサー（高橋未奈美）、グラスワンダー（前田玲奈）、セイウンスカイ（鬼頭明里）、キングヘイロー（佐伯伊織）、ハルウララ（首藤志奈）、シンボリルドルフ（田所あずさ）、タイキシャトル（大坪由佳）、エアグルーヴ（青木瑠璃子）、ヒシアマゾン（巽悠衣子）、フジキセキ（松井恵理子）、マルゼンスキー（Lynn）、テイエムオペラオー（徳井青空）、ビワハヤヒデ（近藤唯）、ナリタブライアン（相坂優歌）、オグリキャップ（高柳知葉）、スーパークリーク（優木かな）、タマモクロス（大空直美）、イナリワン（井上遥乃）、ウイニングチケット（渡部優衣）、メジロライアン（土師亜文）、メジロドーベル（久保田ひかり）、ナイスネイチャ（前田佳織里）、エイシンフラッシュ（藤野彩水）、マチカネフクキタル（新田ひより）、メイショウドトウ（和多田美咲） | 「うまぴょい伝説」                                                                  | テレビアニメ『ウマ娘 プリティーダービー』エンディングテーマ          |
| 9月12日  | ウマ娘 プリティーダービー ANIMATION DERBY 05                                                      | スペシャルウィーク（和氣あず未）、サイレンススズカ（高野麻里佳）、トウカイテイオー（Machico）、ウオッカ（大橋彩香）、ダイワスカーレット（木村千咲）、ゴールドシップ（上田瞳）、メジロマックイーン（大西沙織） | 「Special Record!」                                                                 | テレビアニメ『ウマ娘 プリティーダービー』関連曲                      |
| 10月13日 | 走れウマ娘/ぱかチューブっ！ですが、何か？                                                         | スペシャルウィーク（和氣あず未）、サイレンススズカ（高野麻里佳）、トウカイテイオー（Machico）、ゴールドシップ（上田瞳）、タマモクロス（大空直美）、ウイニングチケット（渡部優衣）、駿川たづな（藤井ゆきよ）、実況の赤坂さん（明坂聡美） | 「走れウマ娘」                                                                      | ゲーム『ウマ娘 プリティーダービー』関連曲                            |
| 10月13日 | 走れウマ娘/ぱかチューブっ！ですが、何か？                                                         | ゴールドシップ（上田瞳） | 「ぱかチューブっ！ですが、何か？」                                                  | Web動画『ぱかチューブっ！』関連曲                                    |
| 2021年   |                                                                                                   | |                                                                                     |                                                                      |
| 2月24日  | ウマ娘 プリティーダービー ANIMATION DERBY Season 2 vol.1「ユメヲカケル！」                        | スペシャルウィーク（和氣あず未）、サイレンススズカ（高野麻里佳）、トウカイテイオー（Machico）、ウオッカ（大橋彩香）、ダイワスカーレット（木村千咲）、ゴールドシップ（上田瞳）、メジロマックイーン（大西沙織） | 「ユメヲカケル！」                                                                  | テレビアニメ『ウマ娘 プリティーダービー Season 2』オープニングテーマ |
| 3月17日  | ウマ娘 プリティーダービー WINNING LIVE 01                                                         | スペシャルウィーク（和氣あず未）、サイレンススズカ（高野麻里佳）、トウカイテイオー（Machico）、マルゼンスキー（Lynn）、オグリキャップ（高柳知葉）、ゴールドシップ（上田瞳）、ウオッカ（大橋彩香）、ダイワスカーレット（木村千咲）、タイキシャトル（大坪由佳）、グラスワンダー（前田玲奈）、メジロマックイーン（大西沙織）、エルコンドルパサー（髙橋ミナミ）、シンボリルドルフ（田所あずさ）、エアグルーヴ（青木瑠璃子）、マヤノトップガン（星谷美緒）、メジロライアン（土師亜文）、ライスシャワー（石見舞菜香）、アグネスタキオン（上坂すみれ）、ウイニングチケット（渡部優衣）、サクラバクシンオー（三澤紗千香）、スーパークリーク（優木かな）、ハルウララ（首藤志奈）、マチカネフクキタル（新田ひより）、ナイスネイチャ（前田佳織里）、キングヘイロー（佐伯伊織） | 「GIRLS' LEGEND U」                                                                 | ゲーム『ウマ娘 プリティーダービー』オープニングテーマ                |
| 3月17日  | ウマ娘 プリティーダービー WINNING LIVE 01                                                         | スペシャルウィーク（和氣あず未）、サイレンススズカ（高野麻里佳）、トウカイテイオー（Machico）、マルゼンスキー（Lynn）、オグリキャップ（高柳知葉）、ゴールドシップ（上田瞳）、ウオッカ（大橋彩香）、ダイワスカーレット（木村千咲）、タイキシャトル（大坪由佳）、グラスワンダー（前田玲奈）、メジロマックイーン（大西沙織）、エルコンドルパサー（髙橋ミナミ）、シンボリルドルフ（田所あずさ）、エアグルーヴ（青木瑠璃子）、マヤノトップガン（星谷美緒）、メジロライアン（土師亜文）、ライスシャワー（石見舞菜香）、アグネスタキオン（上坂すみれ）、ウイニングチケット（渡部優衣）、サクラバクシンオー（三澤紗千香）、スーパークリーク（優木かな）、ハルウララ（首藤志奈）、マチカネフクキタル（新田ひより）、ナイスネイチャ（前田佳織里）、キングヘイロー（佐伯伊織） | 「うまぴょい伝説」                                                                  | ゲーム『ウマ娘 プリティーダービー』関連曲                            |
| 3月31日  | ウマ娘 プリティーダービー Season 2 ANIMATION DERBY Season 2 vol.3 Original Sound Track            | ミホノブルボン（長谷川育美）、セイウンスカイ（鬼頭明里）、アグネスタキオン（上坂すみれ）、テイエムオペラオー（徳井青空）、エアシャカール（津田美波）、ゴールドシップ（上田瞳）、ナリタタイシン（渡部恵子） | 「Enjoy and Join」                                                                  | OVA『ウマ娘 プリティーダービー』エンディングテーマ                   |
| 3月31日  | ウマ娘 プリティーダービー Season 2 ANIMATION DERBY Season 2 vol.3 Original Sound Track            | スペシャルウィーク（和氣あず未）、サイレンススズカ（高野麻里佳）、トウカイテイオー（Machico）、ウオッカ（大橋彩香）、ダイワスカーレット（木村千咲）、ゴールドシップ（上田瞳）、メジロマックイーン（大西沙織）、シンボリルドルフ（田所あずさ）、ナイスネイチャ（前田佳織里）、ツインターボ（花井美春）、イクノディクタス（田澤茉純）、マチカネタンホイザ（遠野ひかる）、メジロパーマー（のぐちゆり）、ダイタクヘリオス（山根綺）、ミホノブルボン（長谷川育美）、ライスシャワー（石見舞菜香）、ビワハヤヒデ（近藤唯）、ナリタタイシン（渡部恵子）、ウイニングチケット （渡部優衣）、キタサンブラック（矢野妃菜喜）、サトノダイヤモンド（立花日菜）、マルゼンスキー（Lynn）、マヤノトップガン（星谷美緒）、ヒシアケボノ（松嵜麗）、エアグルーヴ（青木瑠璃子）、マチカネフクキタル（新田ひより）、メイショウドトウ（和多田美咲）、セイウンスカイ（鬼頭明里）、グラスワンダー（前田玲奈）、エルコンドルパサー（髙橋ミナミ）、サクラバクシンオー（三澤紗千香）、メジロライアン（土師亜文）、メジロドーベル（久保田ひかり）、ナリタブライアン（衣川里佳） | 「うまぴょい伝説（TV Size）」                                                       | テレビアニメ『ウマ娘 プリティーダービー Season 2』エンディングテーマ |
| 8月28日  | 3rd EVENT WINNING DREAM STAGE Solo Vocal Tracks Vol.2                                             | ゴールドシップ（上田瞳） | 「ユメヲカケル！」                                                                  | テレビアニメ『ウマ娘 プリティーダービー Season 2』関連曲             |
| 2022年   |                                                                                                   | |                                                                                     |                                                                      |
| 2月22日  | ウマ娘 プリティーダービー Solo Vocal Tracks Vol.3 -4th EVENT SPECIAL DREAMERS!!-                  | ゴールドシップ（上田瞳） | 「Never Looking Back（Game Size）」                                                 | ゲーム『ウマ娘 プリティーダービー』関連曲                            |
| 4月27日  | ウマ娘 プリティーダービー WINNING LIVE 05                                                         | スペシャルウィーク（和氣あず未）、サイレンススズカ（高野麻里佳）、トウカイテイオー（Machico）、オグリキャップ（高柳知葉）、ゴールドシップ（上田瞳）、メジロマックイーン（大西沙織）、テイエムオペラオー（徳井青空）、ナリタブライアン（衣川里佳）、シンボリルドルフ（田所あずさ）、タマモクロス（大空直美）、メジロライアン（土師亜文）、アドマイヤベガ（咲々木瞳）、サクラバクシンオー（三澤紗千香）、ミスターシービー（天海由梨奈）、メジロドーベル（久保田ひかり）、マチカネタンホイザ（遠野ひかる）、サトノダイヤモンド（立花日菜）、キタサンブラック（矢野妃菜喜）、サクラチヨノオー（野口瑠璃子）、メジロアルダン（会沢紗弥）、ヤエノムテキ（日原あゆみ）、ナリタトップロード（中村カンナ） | 「We are DREAMERS!!」                                                               | ゲーム『ウマ娘 プリティーダービー』関連曲                            |
| 4月27日  | ウマ娘 プリティーダービー WINNING LIVE 05                                                         | スペシャルウィーク（和氣あず未）、サイレンススズカ（高野麻里佳）、トウカイテイオー（Machico）、オグリキャップ（高柳知葉）、ゴールドシップ（上田瞳）、メジロマックイーン（大西沙織）、テイエムオペラオー（徳井青空）、ナリタブライアン（衣川里佳）、シンボリルドルフ（田所あずさ）、アグネスデジタル（鈴木みのり）、タマモクロス（大空直美）、マヤノトップガン（星谷美緒）、メジロライアン（土師亜文）、アドマイヤベガ（咲々木瞳）、サクラバクシンオー（三澤紗千香）、スマートファルコン（大和田仁美）、ニシノフラワー（河井晴菜）、ハルウララ（首藤志奈）、マーベラスサンデー（三宅麻理恵）、ミスターシービー（天海由梨奈）、メジロドーベル（久保田ひかり）、ナイスネイチャ（前田佳織里）、マチカネタンホイザ（遠野ひかる）、ツインターボ（花井美春）、サトノダイヤモンド（立花日菜）、キタサンブラック（矢野妃菜喜）、サクラチヨノオー（野口瑠璃子）、メジロアルダン（会沢紗弥）、ヤエノムテキ（日原あゆみ）、ナリタトップロード（中村カンナ） | 「うまぴょい伝説」                                                                  | ゲーム『ウマ娘 プリティーダービー』関連曲                            |
| 4月27日  | ウマ娘 プリティーダービー WINNING LIVE 06                                                         | ゴールドシップ（上田瞳） | 「ゴルシンゴルシンゴルシンシン」                                                    | ゲーム『ウマ娘 プリティーダービー』関連曲                            |
| 8月17日  | ウマ娘 プリティーダービー WINNING LIVE 07                                                         | スペシャルウィーク（和氣あず未）、サイレンススズカ（高野麻里佳）、ゴールドシップ（上田瞳）、メジロマックイーン（大西沙織）、ナリタブライアン（衣川里佳）、ライスシャワー（石見舞菜香）、ウイニングチケット（渡部優衣） | 「笑顔の宝物 -Beyond The Future!-」                                                 | ゲーム『ウマ娘 プリティーダービー』関連曲                            |
| 8月17日  | ウマ娘 プリティーダービー WINNING LIVE 07                                                         | スペシャルウィーク（和氣あず未）、サイレンススズカ（高野麻里佳）、ゴールドシップ（上田瞳）、メジロマックイーン（大西沙織）、ナリタブライアン（衣川里佳）、マヤノトップガン（星谷美緒）、メジロライアン（土師亜文）、ライスシャワー（石見舞菜香）、ウイニングチケット（渡部優衣）、マーベラスサンデー（三宅麻理恵）、メジロドーベル（久保田ひかり）、メジロパーマー（のぐちゆり）、メジロアルダン（会沢紗弥）、メジロブライト（大西綺華）、サクラローレル（真野美月） | 「うまぴょい伝説」                                                                  | ゲーム『ウマ娘 プリティーダービー』関連曲                            |
| 9月28日  | ウマ娘 プリティーダービー WINNING LIVE 08                                                         | スペシャルウィーク（和氣あず未）、サイレンススズカ（高野麻里佳）、ゴールドシップ（上田瞳）、メジロマックイーン（大西沙織）、ナリタブライアン（衣川里佳）、ライスシャワー（石見舞菜香）、ウイニングチケット（渡部優衣） | 「Precious Star Dreamer」                                                           | ゲーム『ウマ娘 プリティーダービー』関連曲                            |
| 9月28日  | ウマ娘 プリティーダービー WINNING LIVE 08                                                         | スペシャルウィーク（和氣あず未）、サイレンススズカ（高野麻里佳）、ゴールドシップ（上田瞳）、ウオッカ（大橋彩香）、ダイワスカーレット（木村千咲）、メジロマックイーン（大西沙織）、ナリタブライアン（衣川里佳）、マヤノトップガン（星谷美緒）、ライスシャワー（石見舞菜香）、ウイニングチケット（渡部優衣）、スマートファルコン（大和田仁美）、ダイタクヘリオス（山根綺）、サクラローレル（真野美月）、ヤマニンゼファー（今泉りおな）、ダイイチルビー（礒部花凜）、アストンマーチャン（井上ほの花）、ケイエスミラクル（佐藤日向）、コパノリッキー（稲垣好）、ホッコータルマエ（菊池紗矢香）、ワンダーアキュート（須藤叶希） | 「うまぴょい伝説」                                                                  | ゲーム『ウマ娘 プリティーダービー』関連曲                            |
| 11月25日 | 神クズ☆アイドル BD 第3巻 特典CD                                                                   | スイートファーマシー | 「恋せよパラメディック」                                                            | テレビアニメ『神クズ☆アイドル』挿入歌                                |
| 2022年   |                                                                                                   | |                                                                                     |                                                                      |
| 3月29日  | アニメ『うまゆる』アルバム                                                                        | スペシャルウィーク（和氣あず未）、サイレンススズカ（高野麻里佳）、トウカイテイオー（Machico）、マルゼンスキー（Lynn）、オグリキャップ（高柳知葉）、ゴールドシップ（上田瞳）、ウオッカ（大橋彩香）、ダイワスカーレット（木村千咲）、グラスワンダー（前田玲奈）、メジロマックイーン（大西沙織）、エルコンドルパサー（髙橋ミナミ）、テイエムオペラオー（徳井青空）、シンボリルドルフ（田所あずさ）、エアグルーヴ（青木瑠璃子）、アグネスデジタル（鈴木みのり）、セイウンスカイ（鬼頭明里）、ファインモーション（橋本ちなみ）、マヤノトップガン（星谷美緒）、ユキノビジン（山本希望）、アグネスタキオン（上坂すみれ）、イナリワン（井上遥乃）、ウイニングチケット（渡部優衣）、エアシャカール（津田美波）、トーセンジョーダン（鈴木絵理）、ナカヤマフェスタ（下地紫野）、ナリタタイシン（渡部恵子）、ハルウララ（首藤志奈）、マチカネフクキタル（新田ひより）、メイショウドトウ（和多田美咲）、キングヘイロー（佐伯伊織）、マチカネタンホイザ（遠野ひかる）、ダイタクヘリオス（山根綺）、ツインターボ（花井美春）、シリウスシンボリ（ファイルーズあい）、ツルマルツヨシ（青山吉能）、シンボリクリスエス（春川芽生）、タニノギムレット（松岡美里）、ハッピーミーク（吉咲みゆ） | 「うまぴょい伝説（Game Size）」                                                     | Webアニメ『うまゆる』エンディングテーマ                              |
| 10月4日  | ウマ娘 プリティーダービー Solo Vocal Tracks Vol.5 －4th EVENT SPECIAL DREAMERS!! EXTRA STAGE－    | ゴールドシップ（上田瞳） | 「We are DREAMERS!!（Game Size）」 「笑顔の宝物 -Beyond The Future!-（Game Size）」 | ゲーム『ウマ娘 プリティーダービー』関連曲                            |
| 2023年   |                                                                                                   | |                                                                                     |                                                                      |
| 9月13日  | ウマ娘 プリティーダービー WINNING LIVE 14                                                         | ゴールドシップ（上田瞳）、ウオッカ（大橋彩香）、エルコンドルパサー（髙橋ミナミ）、マンハッタンカフェ（小倉唯）、エアシャカール（津田美波）、エイシンフラッシュ（藤野彩水）、ナカヤマフェスタ（下地紫野）、サトノダイヤモンド（立花日菜）、キタサンブラック（矢野妃菜喜）、シリウスシンボリ（ファイルーズあい）、サクラローレル（真野美月）、ネオユニヴァース（白石晴香）、タップダンスシチー（篠田みなみ） | 「L’Arc de gloire」                                                                 | ゲーム『ウマ娘 プリティーダービー』関連曲                            |
| 9月13日  | ウマ娘 プリティーダービー WINNING LIVE 14                                                         | ゴールドシップ（上田瞳）、ウオッカ（大橋彩香）、エルコンドルパサー（髙橋ミナミ）、マンハッタンカフェ（小倉唯）、エアシャカール（津田美波）、エイシンフラッシュ（藤野彩水）、ゴールドシチー（香坂さき）、トーセンジョーダン（鈴木絵理）、ナカヤマフェスタ（下地紫野）、メジロパーマー（のぐちゆり）、ダイタクヘリオス（山根綺）、サトノダイヤモンド（立花日菜）、キタサンブラック（矢野妃菜喜）、シリウスシンボリ（ファイルーズあい）、サクラローレル（真野美月）、ネオユニヴァース（白石晴香）、タップダンスシチー（篠田みなみ） | 「うまぴょい伝説」                                                                  | ゲーム『ウマ娘 プリティーダービー』関連曲                            |
| 11月1日  | ウマ娘 プリティーダービー Season 3 ANIMATION DERBY Season 3 vol.2「アコガレChallenge Dash!!」     | キタサンブラック（矢野妃菜喜）、スペシャルウィーク（和氣あず未）、サイレンススズカ（高野麻里佳）、トウカイテイオー（Machico）、ウオッカ（大橋彩香）、ダイワスカーレット（木村千咲）、ゴールドシップ（上田瞳）、メジロマックイーン（大西沙織） | 「アコガレChallenge Dash!!」                                                        | テレビアニメ『ウマ娘 プリティーダービー Season 3』エンディングテーマ |
| 11月1日  | ウマ娘 プリティーダービー Season 3 ANIMATION DERBY Season 3 vol.2「アコガレChallenge Dash!!」     | キタサンブラック（矢野妃菜喜）、スペシャルウィーク（和氣あず未）、サイレンススズカ（高野麻里佳）、トウカイテイオー（Machico）、ウオッカ（大橋彩香）、ダイワスカーレット（木村千咲）、ゴールドシップ（上田瞳）、メジロマックイーン（大西沙織） | 「うまぴょい伝説」                                                                  | テレビアニメ『ウマ娘 プリティーダービー Season 3』関連曲             |
| 2024年   |                                                                                                   | |                                                                                     |                                                                      |
| 1月10日  | TVアニメ『ウマ娘 プリティーダービー Season 3』ANIMATION DERBY Season 3 vol.3 Original Sound Track | キタサンブラック（矢野妃菜喜）、サトノダイヤモンド（立花日菜）、サトノクラウン（鈴代紗弓）、シュヴァルグラン（夏吉ゆうこ）、サウンズオブアース（MAKIKO）、ドゥラメンテ（秋奈）、トウカイテイオー（Machico）、メジロマックイーン（大西沙織）、ゴールドシップ（上田瞳）、スペシャルウィーク（和氣あず未）、サイレンススズカ（高野麻里佳）、ウオッカ（大橋彩香）、ダイワスカーレット（木村千咲）、ナイスネイチャ（前田佳織里）、ツインターボ（花井美春）、イクノディクタス（田澤茉純）、マチカネタンホイザ（遠野ひかる）、ロイスアンドロイス（田辺留依）、ヴィルシーナ（奥野香耶）、ヴィブロス（伊藤彩沙）、シンボリルドルフ（田所あずさ）、エアグルーヴ（青木瑠璃子）、ミホノブルボン（長谷川育美）、ライスシャワー（石見舞菜香）、サクラバクシンオー（三澤紗千香）、トーセンジョーダン（鈴木絵理）、マチカネフクキタル（新田ひより）、メイショウドトウ（和多田美咲）、メジロパーマー（のぐちゆり）、ダイタクヘリオス（山根綺）、コパノリッキー（稲垣好） | 「うまぴょい伝説」                                                                  | テレビアニメ『ウマ娘 プリティーダービー Season 3』エンディングテーマ |
| 3月6日   | ウマ娘 プリティーダービー WINNING LIVE 16                                                         | スペシャルウィーク（和氣あず未）、オグリキャップ（高柳知葉）、ゴールドシップ（上田瞳）、ナリタブライアン（衣川里佳）、タマモクロス（大空直美）、マンハッタンカフェ（小倉唯）、アグネスタキオン（上坂すみれ）、サトノダイヤモンド（立花日菜）、キタサンブラック（矢野妃菜喜）、サクラローレル（真野美月）、ヴィルシーナ（奥野香耶）、ジャングルポケット（藤本侑里）、ドゥラメンテ（秋奈）、ラインクラフト（小島菜々恵）、シーザリオ（佐藤榛夏)、オルフェーヴル（日笠陽子）、ジェンティルドンナ（芹澤優）、ウインバリアシオン（月城日花） | 「U.M.A. NEW WORLD!!」                                                              | ゲーム『ウマ娘 プリティーダービー』関連曲                            |
| 3月6日   | ウマ娘 プリティーダービー WINNING LIVE 16                                                         | スペシャルウィーク（和氣あず未）、オグリキャップ（高柳知葉）、ゴールドシップ（上田瞳）、ナリタブライアン（衣川里佳）、タマモクロス（大空直美）、マンハッタンカフェ（小倉唯）、アグネスタキオン（上坂すみれ）、サトノダイヤモンド（立花日菜）、キタサンブラック（矢野妃菜喜）、サクラローレル（真野美月）、サトノクラウン（鈴代紗弓）、シュヴァルグラン（夏吉ゆうこ）、ヴィルシーナ（奥野香耶）、ジャングルポケット（藤本侑里）、ドゥラメンテ（秋奈）、ラインクラフト（小島菜々恵）、シーザリオ（佐藤榛夏）、オルフェーヴル（日笠陽子）、ジェンティルドンナ（芹澤優）、ウインバリアシオン（月城日花） | 「うまぴょい伝説」                                                                  | ゲーム『ウマ娘 プリティーダービー』関連曲                            |
| 8月31日  | ウマ娘 プリティーダービー Solo Vocal Tracks Vol.10 Twinkle Circle! in HAKODATE                    | ゴールドシップ（上田瞳） | 「L'Arc de gloire（Game Size）」 「トレセン音頭（Game Size）」                      | ゲーム『ウマ娘 プリティーダービー』関連曲                            |
| 2025年   |                                                                                                   | |                                                                                     |                                                                      |
| 3月5日   | ウマ娘 プリティーダービー WINNING LIVE 24                                                         | ゴールドシップ（上田瞳）、ナカヤマフェスタ（下地紫野）、デアリングタクト（羊宮妃那）、ラインクラフト（小島菜々恵）、デアリングハート（希水しお）、フサイチパンドラ（佳原萌枝）、オルフェーヴル（日笠陽子）、ドリームジャーニー（吉岡茉祐）、フェノーメノ（日比優理香）、ブラストワンピース（紫月杏朱彩）、アーモンドアイ（石原夏織）、ラッキーライラック（中島由貴）、グランアレグリア（夏目妃菜）、ラヴズオンリーユー（久保田未夢）、クロノジェネシス（真名瀬日和）、カレンブーケドール（小田杏樹） | 「STARTING FORCE」                                                                  | ゲーム『ウマ娘 プリティーダービー』関連曲                            |
| 3月5日   | ウマ娘 プリティーダービー WINNING LIVE 24                                                         | ゴールドシップ（上田瞳）、ナカヤマフェスタ（下地紫野）、ミスターシービー（天海由梨奈）、デアリングタクト（羊宮妃那）、ラインクラフト（小島菜々恵）、デアリングハート（希水しお）、フサイチパンドラ（佳原萌枝）、オルフェーヴル（日笠陽子）、ドリームジャーニー（吉岡茉祐）、フェノーメノ（日比優理香）、ブラストワンピース（紫月杏朱彩）、アーモンドアイ（石原夏織）、ラッキーライラック（中島由貴）、グランアレグリア（夏目妃菜）、ラヴズオンリーユー（久保田未夢）、クロノジェネシス（真名瀬日和）、カレンブーケドール（小田杏樹） | 「うまぴょい伝説」                                                                  | ゲーム『ウマ娘 プリティーダービー』関連曲                            |
| 7月11日  | スキマジカン                                                                                      | シエル（佐伯伊織）、アネモネ（上田瞳）、ゴア（白石晴香） | 「スキマジカン」                                                                    | テレビアニメ『気絶勇者と暗殺姫』エンディングテーマ                   |

#### 未発表曲
| 楽曲         | 歌             | 備考                              |
| ------------ | -------------- | --------------------------------- |
| 「月華乱舞」 | 火鈴（上田瞳） | 『P海物語 極JAPAN』イメージソング |